# 高橋志信
高橋 志信（たかはし しのぶ、1983年4月 27日－）は、埼玉県出身の日本の女性ファッションモデルである。ドクモカフェに所属している読者モデルの一人である。

## 来歴
- 高等学校を卒業後、専門学校に進学する。歌に情熱を注ぎながらも、フリーのモデル・タレントへの道も志す。
- 精力的な活動が実り、次々にファンを獲得。オリコンサウンドガールズの初代グランプリを受賞するなど活動の場を広げ[1] その後、モデル・タレント業を中心に活動を始める

## 活動履歴

### 2006年
- オリコンサウンドガールズ初代Whiteグランプリを受賞。
- クラリオン、ガール部門、ミュージック部門月間グランプリを受賞
- 『ネイルUP』読者モデルとなる。

### 2007年
- SNSウィルポート専属読者モデルオーディショングランプリを受賞。
- 東京一週間企画モデルとなる。
- 昨年に続いてネイルUP読者モデルとして活動する。
- 「ミス千葉商科大学」に選ばれる。当時は24歳と、ミスキャンパスに選ばれた人の年齢のなかではかなりの年長である。

### 2008年
- 3月～4月モバゲーTown全国CMに出演
- 夢むらさきフルストTVにてWebCM出演
- 楽天Fashion Style専属モデルオーディション準グランプリを受賞。
- 『ネイルUP』読者モデル
- 『S Cawaii!』読者モデル
- クーポンランドKiRei
- 『ゼクシィ』
- エクステショップe-shop広告、Web
- ホットペッパー
- 『週刊SPA!』企画
- むらせやスイーツイメージモデル
- 『BOB』イメージモデルモデル
- サロンWebモデル
- 年末ジャンボ宝くじCMのメイン役となる。
- モバコレイメージモデル。

### 2009年
- 『S Cawaii!』の読者モデルとなる。
- リエナリテンションクリーム開発協力モデル
- 美顔器スリムセラ広告モデル
- 楽天スタイリッシュラボモデル
- ダイエット広告イメージモデル
- サロンヘアカタログ（主婦の友社出版）モデル
- 『with』読者モデル
- 『bea's up』読者モデル
- サマージャンボ宝くじCM
- 『AneCanヘア特集』のモデルとなる。
- 資生堂サロンウェブページウエディング特集のモデルとなる。
- Beauty naviさん-5歳特集＆LUM DERICA
- オータムジャンボ宝くじメイン役として出演。
- saita別冊ヘアムックモデル
- 振り袖ヘアカタログモデル

### 2010年
- フリーペーパーファレスタ表紙モデル。
- 美容室fare看板モデル
- 「TakeMeOut」にテレビ出演
- 『With』6月号
- 楽天サイトhiyori
- Myベストヘアーモデル。
- ソフトバンクディズニーケータイ等各種広告

## 人物
- スポーツでは、柔道3級・水泳1級という腕前をもつ。
- 趣味は、読書、ダーツ、Live鑑賞、映画鑑賞、ショッピング
- 桃が大好物

## 活動内容

### テレビ番組
- Take Me Out

### CM・キャンペーン
- ジャンボ宝くじ
- ゼクシィ
- 楽天
- ソフトバンク

### 広告
- ダイエット広告イメージモデル
- リエナリテンションクリーム開発協力モデル
- 美顔器スリムセラ広告モデル

### 雑誌
- 『with』（講談社）
- 『bea's up』（スタンダードマガジン社）
- 『S Cawaii!』（主婦の友社）